# كيفن فولك
كيفن فولك (بالإنجليزية: Kevin Faulk)‏ هو لاعب كرة قدم أمريكية أمريكي، ولد في 5 يونيو 1976 في لافاييت في الولايات المتحدة.

## وصلات خارجية
- كيفن فولك على موقع مرجع كرة القدم المحترفة.كوم (الإنجليزية)
- كيفن فولك على موقع كلية كرة القدم في سبورتس رفرنس.كوم (الإنجليزية)
- كيفن فولك على موقع قاعة لويزيانا للمشاهير الرياضية (الإنجليزية)